# Саройкамар (Пяндж)
Саройкамар (Пяндж) або просто «Саройкамар» — таджицький професіональний футбольний клуб з міста Пяндж.

## Історія
Футбольний клуб «Саройкамар» було засновано в селищі Пяндж. У сезонах 2005-2008 роках команда виступала у Вищій лізі. Найкращим результатом команди у Вищій лізі було 8-ме місце, яке команда посіла у сезоні 2008 року. У національному кубку найвищим досягненням клубу була участь у 1/2 фіналу в сезоні 2014 року. Крім цього клуб за останні роки тричі перемагав у Першій лізі чемпіонату Таджикистану (2009, 2013, 2014).

## Досягнення
- Чемпіонат Таджикистану
  - 8-ме місце (1): 2008.

- Перша ліга чемпіонату Таджикистану
  -  Чемпіон (3): 2009 (розділили), 2013, 2014.

- Кубок Таджикистану
  - 1/2 фіналу (1): 2014.

## Статистика виступів у національних турнірах
| Сезон | Ліга | Ліга  | Ліга | Ліга | Ліга | Ліга | Ліга | Ліга | Ліга | Кубок Таджикистану | Бомбардир | Бомбардир | Тренер |
| Сезон | Див. | Міс.  | Іг.  | В    | Н    | П    | ЗМ   | ПМ   | О    | Кубок Таджикистану | Ім'я      | В лізі    | Тренер |
| ----- | ---- | ----- | ---- | ---- | ---- | ---- | ---- | ---- | ---- | ------------------ | --------- | --------- | ------ |
| 2005  | 1-ий | 9-те  | 18   | 3    | 2    | 13   | 18   | 55   | 11   | 1/8 фіналу         |           |           |        |
| 2006  | 1-ий | 10-те | 22   | 5    | 2    | 15   | 27   | 50   | 17   | 1/4 фіналу         |           |           |        |
| 2007  | 1-ий | 11-те | 20   | 1    | 3    | 16   | 19   | 71   | 6    | 1/4 фіналу         |           |           |        |
| 2008  | 1-ий | 8-ме  | 40   | 8    | 5    | 27   | 43   | 91   | 29   | 1/8 фіналу         |           |           |        |
| 2009  | 2-ий |       |      |      |      |      |      |      |      |                    |           |           |        |
| 2013  | 2-ий |       |      |      |      |      |      |      |      |                    |           |           |        |
| 2014  | 2-ий |       |      |      |      |      |      |      |      | 1/2 фіналу         |           |           |        |
| 2015  | 2-ий |       |      |      |      |      |      |      |      | 1/4 фіналу         |           |           |        |